# Géochronologie
La géochronologie est la science employée pour déterminer l'âge des roches, fossiles, et sédiments à partir de différentes méthodes de datation.
On distingue deux types de géochronologie : la géochronologie absolue et la géochronologie relative, chacune avec ses propres procédés et résultats qui seront ensuite mis en rapport pour obtenir une datation plus précise.
La géochronologie est aussi à la base de la chronostratigraphie qui a pour but d'ordonner chronologiquement les dépôts sédimentaires et ainsi établir un registre géologique complet de la Terre. Ses résultats servent aussi au développement de l'échelle des temps géologiques.

## Méthodes de datation
À l'étude géochronologique, on trouve deux grandes familles de méthodes de datation et résultats. D'une part, la datation relative situant l'âge du corps géologique par rapport à autres événements géologiques ou biologiques majeurs, et de l'autre la datation absolue, qui permet d'obtenir un résultat précis, exprimé en années, en étudiant les enregistrements et traces inhérentes au sujet d'étude.

### Méthodes de datation relative
- La stratigraphie : l'ensemble d'études des couches sédimentaires superposées au cours du temps.
- Le paléomagnétisme : l'étude de l'enregistrement du champ magnétique terrestre passé dans les roches.

### Méthodes de datation absolue
- La datation radiométrique : l'ensemble d'études des traces de radioisotopes dans un corps, notamment la datation par le carbone 14 et la datation par les traces de fission.